# Denis Wucherer
Denis Wucherer (* 7. Mai 1973 in Mainz) ist ein ehemaliger deutscher Basketballspieler und heutiger -trainer.

## Spielerkarriere

### Vereine
Der Shooting Guard Wucherer begann seine Karriere in der Jugend des TV Oppenheim, bei dem sich seine Eltern in die Vereinsarbeit einbrachten, und spielte als Jugendlicher ein Jahr für die Fort Pierce High School im US-Bundesstaat Florida. Basketballerisch brachte ihn die Zeit in den USA eigener Angabe nach wenig weiter.
Seine Eltern waren Lehrer und spielten beide Basketball. Wucherer betrieb als Kind und Jugendlicher auch Fußball, Tennis und Skisport. Der Sohn von Jochen Wucherer und Bruder von Nicolas Wucherer wurde ins BTI (Basketball-Teilzeit-Internat) Langen aufgenommen und dort gefördert. In der Saison 1991/92 bestritt er mit dem TV Langen sein erstes Jahr in der Basketball-Bundesliga, gleichzeitig ging er in Mainz weiterhin zur Schule. Er war in Langen Mannschaftskamerad seines Bruders Nicolas, man verpasste den Klassenerhalt. Zu den Einsätzen in der Bundesliga kamen für Denis Wucherer Spiele mit Langens A-Jugendmannschaft, die er 1992 zur deutschen Vizemeisterschaft führte.
Otto Reintjes und Dirk Bauermann überzeugten ihn im Sommer 1992 zu einem Wechsel zu Bayer 04 Leverkusen. In der Anfangszeit lebte Wucherer zeitweise bei Bauermann, dann vorübergehend bei Christian Welp in einem Kellerraum. Wucherer beendete in Leverkusen seine Schulbildung mit dem Abitur, das er mit der Note 1,8 bestand. Als sein Durchbruch beim damaligen deutschen Serienmeister galt 1993 seine Leistung bei einem Sieg gegen den MTV Gießen (mit seinem Bruder Nicolas): Wucherer brachte Leverkusen mit einem Wurf in die Verlängerung, in der er dann mit ablaufender Spielzeit den Siegtreffer erzielte. Wucherer spielte bis 1998 für Bayer Leverkusen, wurde in dieser Zeit viermal deutscher Meister und zweimal Pokalsieger. Später (2002–2005) spielte er wieder in Leverkusen, gehörte zusammen mit Demond Greene und Sven Schultze zu den Eckpfeilern des damaligen Mannschaftsansatzes, den Kern des Aufgebots mit deutschen Spielern zu besetzen.
Außer in Leverkusen spielte Wucherer in der Bundesliga für die DJK s.Oliver Würzburg (2001) und die Opel Skyliners Frankfurt (2001/02), wobei seine Frankfurter Zeit von einem Bänderriss überschattet wurde. In der italienischen Serie A spielte Wucherer für Olimpia Milano (1998–2000), Varese Roosters (2000/01) und Benetton Treviso (2005). Er bestritt insgesamt 97 Einsätze in der höchsten italienischen Spielklasse, seinen besten Punkteschnitt in Italien erreichte Wucherer in der Saison 1998/99 in Mailand mit 11 je Begegnung. Aus seiner Zeit in Mailand ist eine Anekdote überliefert, dass Wucherer mit Mannschaftskollegen während einer Modeveranstaltung mit US-Schauspieler Bruce Willis feierte und von diesem „unter den Tisch getrunken wurde“. Am Ende seiner Spielerlaufbahn spielte er noch einmal im Ausland und stand beim belgischen Erstligisten Telindus Oostende (2005–07) unter Vertrag.
In der Saison 2003/04 erzielte Wucherer in zwei aufeinanderfolgenden Spielen jeweils ein Triple-double, was im europäischen Basketball etwas sehr Seltenes ist. Zunächst schaffte er am 17. April 2004 im Saisonfinale gegen BG Iceline Karlsruhe 37 Punkte, 13 Rebounds und 10 Assists. Im darauffolgenden ersten Spiel der Play-offs gegen Alba Berlin am 29. April verbuchte er 19 Punkte, 10 Rebounds und 12 Assists. Während seiner Spielerlaufbahn erzielte Wucherer in Bundesliga-Spielen insgesamt 3719 Punkte.

### Nationalmannschaft
Für die deutsche Nationalmannschaft absolvierte Wucherer insgesamt 123 Länderspiele. Dabei nahm er unter anderem an den Europameisterschaften 1995, 1997 und 1999 teil. Bundestrainer Henrik Dettmann sortierte ihn aus, Dirk Bauermann holte Wucherer 2004 in die Auswahl zurück. Seinen größten internationalen Erfolg feierte Wucherer bei der Europameisterschaft 2005, als er mit den deutschen Korbjägern erst im Endspiel an Griechenland scheiterte.

## Trainerlaufbahn

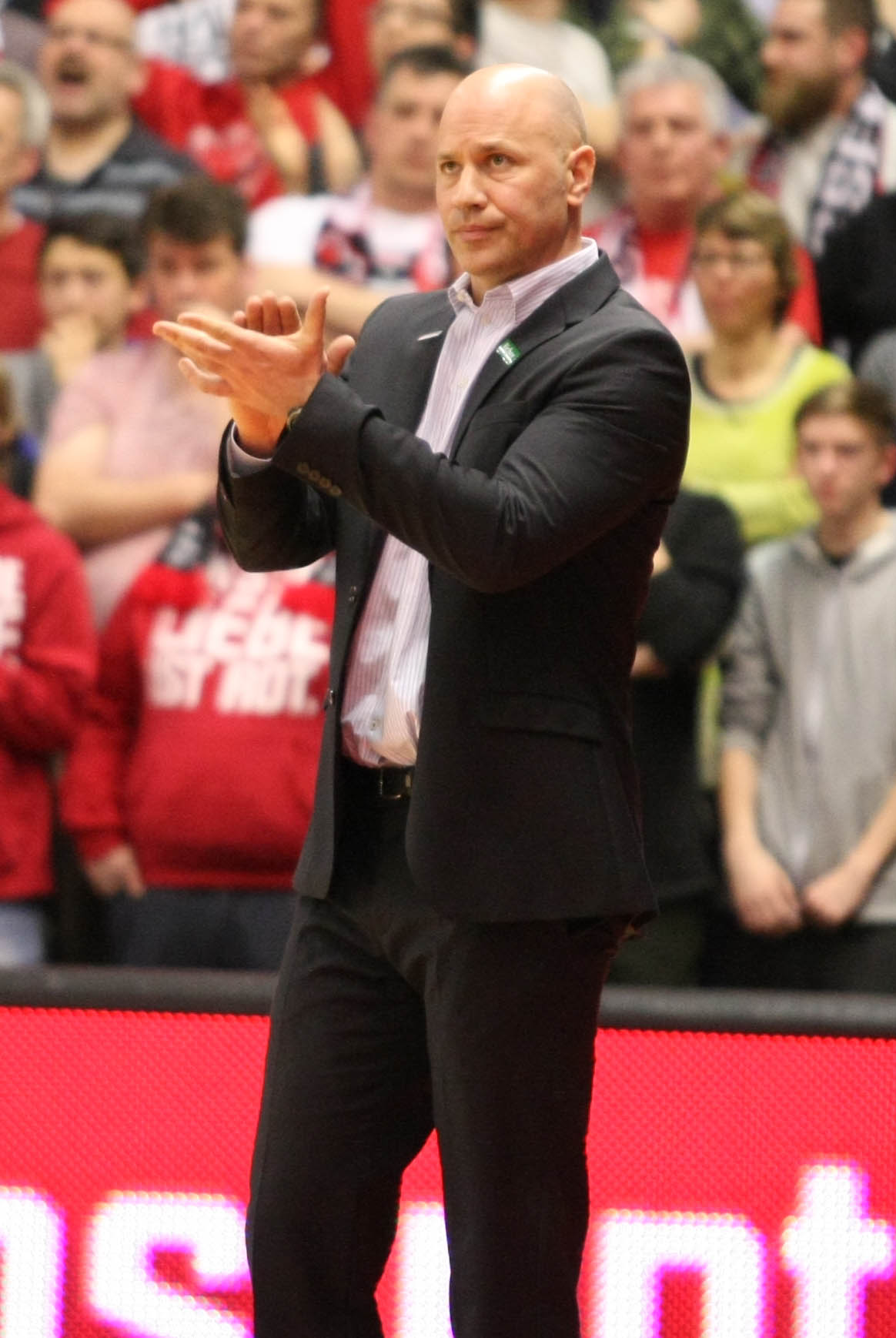
Wucherer als Trainer im Jahr 2016

Nachdem er seine Spielerkarriere beendet hatte, arbeitete Wucherer zunächst fürs Fernsehen und kommentierte Bundesliga-Spiele für den Sender Sportdigital.tv. Daneben schrieb er regelmäßig Kolumnen für verschiedene deutsche Basketball-Magazine. In der Saison 2008/09 trainierte Wucherer die U19-Mannschaft der Bayer Giants Leverkusen in der Nachwuchs-Bundesliga. Im Mai 2008 war Wucherer während der Vorbereitung der deutschen Fußballnationalmannschaft auf die Europameisterschaft 2008 zeitweise Gasttrainer bei der DFB-Auswahl, um mit Basketball-Übungen unter anderem die Beinarbeit der Spieler zu verbessern.
Im Juni 2010 übernahm er das Amt des Bundestrainers der U20-Auswahl des Deutschen Basketball Bundes, das bis dahin interimsweise vom Herren-Bundestrainer Dirk Bauermann, Wucherers erstem Trainer aus Leverkusener Zeiten und eigener Aussage sein Lieblingstrainer, ausgeübt wurde. 2009 leitete Wucherer die deutsche A2-Nationalmannschaft als Trainer bei der Sommer-Universiade in Belgrad an. Zudem betreute er als Assistenz-Trainer unter Bauermann die A-Nationalmannschaft bei der Europameisterschaft 2009 und der Weltmeisterschaft 2010. Seit der Saison 2011/12 war Wucherer Assistent von Bauermann beim Bundesliga-Aufsteiger FC Bayern München, wo er zusammen mit diesem am 27. September 2012 entlassen wurde.
Zur Saison 2013/2014 wurde Wucherer neuer Cheftrainer der Gießen 46ers in der 2. Bundesliga ProA. Bei der Mannschaft aus Hessen erhielt Wucherer einen Vertrag über zwei Jahre. Er schulterte in seiner Gießener Zeit eine Mehrfachbelastung als Trainer, alleinerziehender Vater und Student an der Trainerakademie in Köln. In der Saison 2014/2015 gelang Wucherer mit den Mittelhessen der sportliche Wiederaufstieg in die Basketball-Bundesliga. Aufgrund der starken Leistungen seiner Mannschaft wurde ihm in seiner ersten Saison als Bundesliga-Cheftrainer zudem die Ehre zuteil, die nationale Auswahl beim Allstar-Game der Basketball-Bundesliga zu betreuen. Unter seiner Leitung holte die Auswahl der deutschen Bundesliga-Spieler in Bamberg erstmals einen Sieg über die Auswahl der besten Ausländer der Liga. Am Ende der Saison wurde er Dritter bei der Wahl zum Trainer des Jahres.
Im März 2017 wurde bekannt gegeben, dass Wucherer und der Gießener Verein ihre Zusammenarbeit nach dem Ende der Saison 2016/17 nicht fortsetzen. Zur Saison 2017/2018 wurde Wucherer neuer Cheftrainer der RheinStars Köln in der ProA. Dort sollte er das Ziel umsetzen, den Club zeitnah in die Basketball-Bundesliga zu führen. Nachdem dies im Spieljahr 2017/18 misslang, kam es Anfang Mai 2018 zu Trennung, da es Wucherer wieder in die Bundesliga zu s.Oliver Würzburg zog. Er führte die Würzburger im ersten Jahr seiner Amtszeit ins Finale des europäischen Vereinswettbewerbs FIBA Europe Cup. Dort wurden jedoch Hin- und Rückspiel jeweils knapp gegen den italienischen Vertreter Dinamo Basket Sassari verloren. Vor dem Rückspiel in Würzburg, in das Wucherers Mannschaft mit einem fünf Punkte betragenden Rückstand ging, sprach Wucherer in Hinblick auf sich und die übrigen Mitglieder seines Trainerstabes vom bis dahin wichtigsten „Spiel der Karrieren“. Mitte Dezember 2021 wurde er in Würzburg als Tabellenvorletzter der Bundesliga entlassen.
Der Sender Magenta Sport verpflichtete Wucherer als Kommentator für Übertragungen von Spielen der Basketball-Europameisterschaft 2022. Im Juni 2023 wurde Wucherer als neuer Cheftrainer des Bundesliga-Absteigers Skyliners Frankfurt vorgestellt. Er erreichte mit Frankfurt 2024 die ProA-Endspiele und damit den Bundesliga-Aufstieg. Unmittelbar nach dem Finaleinzug äußerte öffentlich Kritik an den Arbeitsbedingungen bei den Frankfurtern und ließ seine Zukunft bei dem Verein offen. Kurz darauf gab der Verein bekannt, mit Wucherer als Trainer in die Bundesliga zu gehen. In den ProA-Endspielen mussten sich Wucherers Frankfurter Karlsruhe geschlagen geben. Im März 2025 wurde er in Frankfurt entlassen, nachdem man zuvor unter seiner Leitung von 20 Bundesligaspielen während der Saison 2024/25 insgesamt 15 verloren hatte.